# Marshfield (Maine)
Marshfield – miasto w Stanach Zjednoczonych, w stanie Maine, w hrabstwie Washington.